# أكاديمية FSB

### الخلفية
في نيسان (أبريل) 1921، قرّر برئاسة اللجنة المركزية لـVChK (أولى أجهزة الأمن في روسيا السوفياتية) إنشاء معهد خاص للتدريب العملياتي، فأُقيمت الدورة الأولى في ذلك الشهر.
وفي عام 1922، أُعيدت تسمية المعهد إلى "الدورات العليا لإدارة الدولة السياسية" (GPU).
وفي أيار (مايو) 1930، تأسست في موسكو مدارس عليا للتأهيل الأساسي والمتقدّم للعناصر السرّية. في 4 يونيو صارت تُعرف باسم المدرسة المركزية لـOGPU، وما لبثت أن تحوّلت في 14 يوليو 1934، بعد تأسيس مفوضية الشعب للشؤون الداخلية (NKVD)، إلى المدرسة المركزية للإدارة العامة للأمن (GUGB) التابعة لـNKVD.
وفي 21 آذار (مارس) 1939، جرى تحويلها إلى "المدرسة العليا التابعة لـNKVD"، وأصبحت بحلول أوائل الأربعينيات تهدُف لتزويد صفوف الأجهزة الأمنية؛ إذ أن ثلث قادتها كانوا من خريجيها. وخلال الحرب القومية العظمى (1941–1945)، درّبت هذه المؤسسة أكثر من سبعة آلاف ضابط أمن لحماية الوطن من العدوان النازي.
وبعد الحرب، في 2 آب (أغسطس) 1962، كرّمت الحكومة هذه المؤسسة مجددًا فلم تُسَمّها "المدرسة العليا لـKGB اسمه دزيرجنفسكي"، وخلال العقود من الستين إلى الثمانين، انخرط خريجوها بقوة في مواجهة أجهزة الاستخبارات الأجنبية والأنشطة العملياتية السرّية.